# تشارلز هنري وارتون
تشارلز هنري وارتون (بالإنجليزية: Charles Henry Wharton)‏ هو كاهن أنجليكاني أمريكي، ولد في 5 يونيو 1748 في مقاطعة سانت ماري في الولايات المتحدة، وتوفي في 22 يوليو 1833 في بورلينغتون في الولايات المتحدة.